# Wiertło

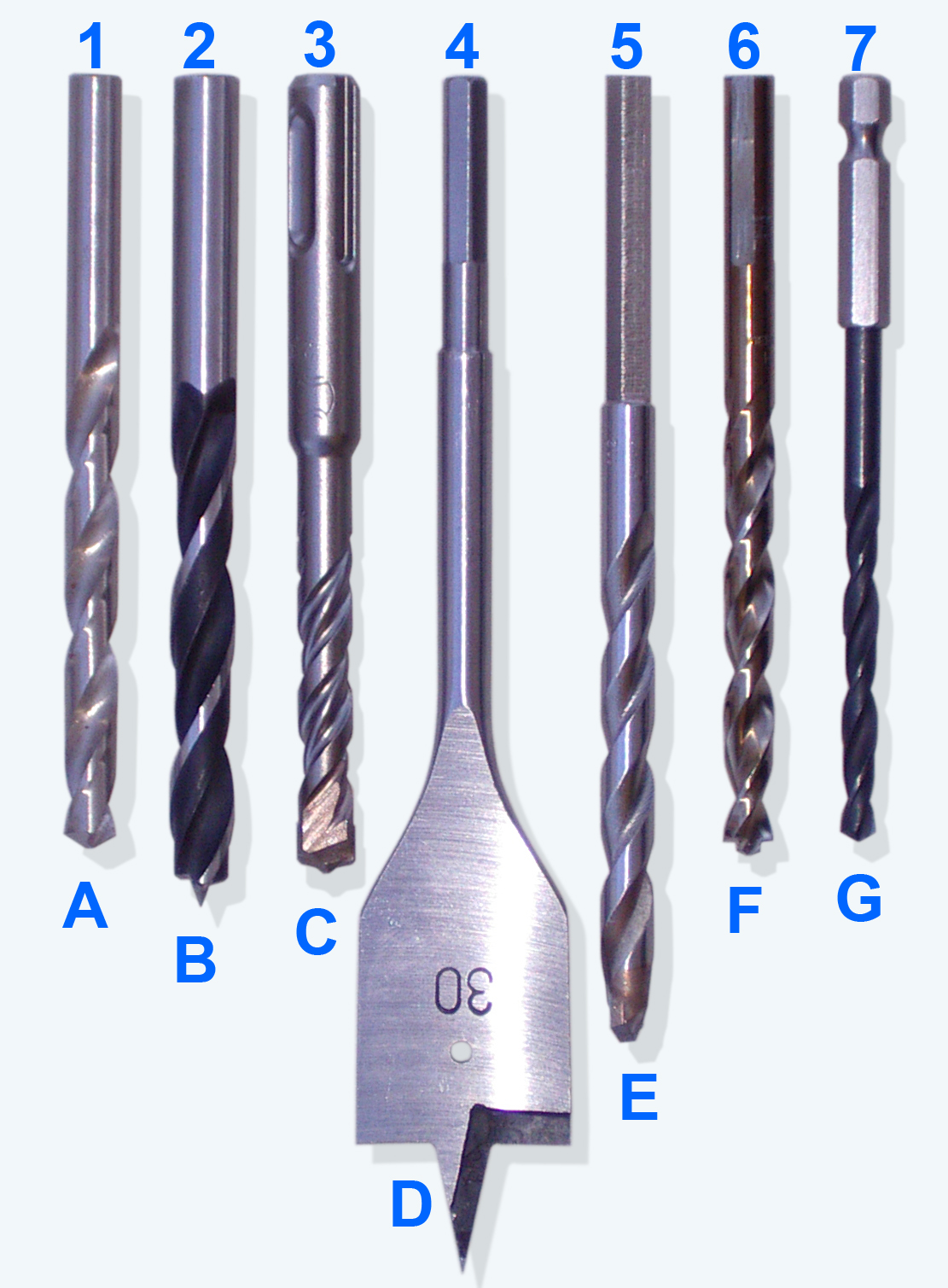
Rodzaje wierteł popularnych

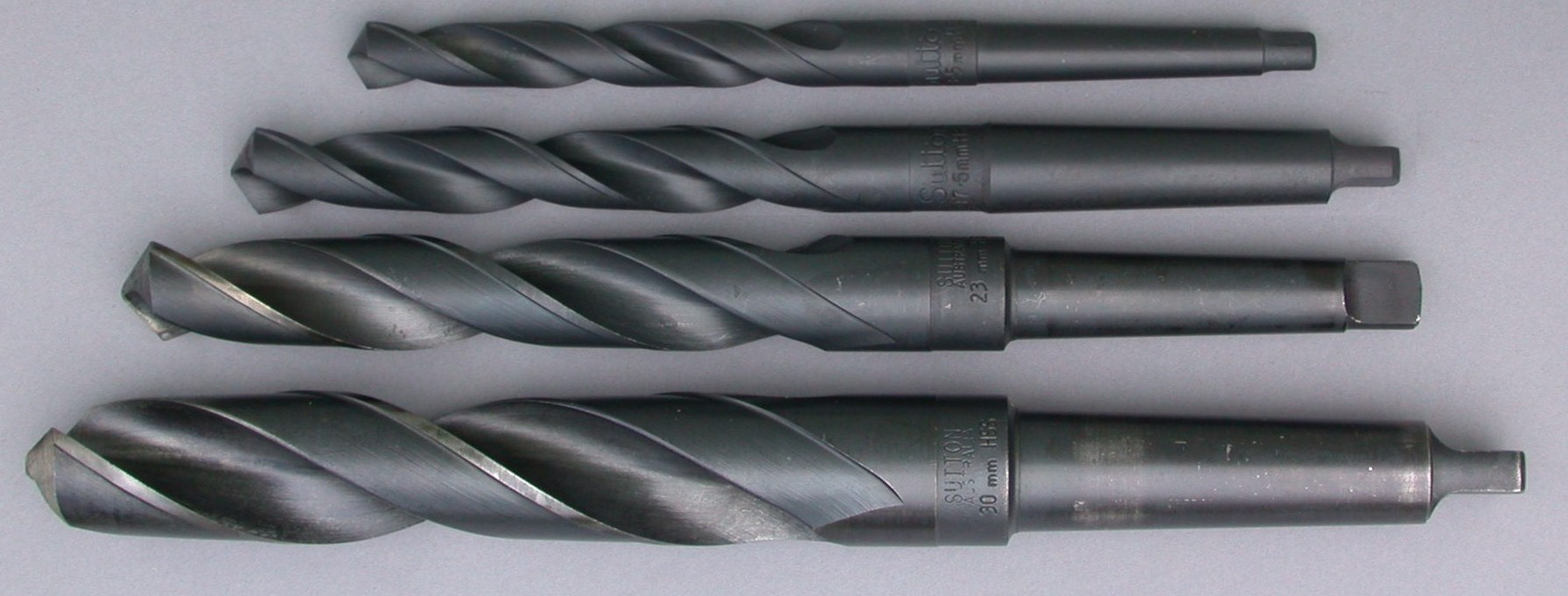
Wiertła ze stożkiem Morse’a o różnych rozmiarach

Wiertło – narzędzie skrawające do wykonywania otworów (wiercenie) przy wykorzystaniu wiertarki lub innej obrabiarki z napędem obrotowym.

## Rodzaje wierteł
| Rodzaje wierteł popularnych (patrz fotografia) | Rodzaje chwytów wierteł (patrz fotografie) |
| --- | --- |
| A – do metalu z ostrzem stalowym B – do drewna, kręte C – do betonu, z ostrzem z węglików (tzw. „widiowe”) D – do drewna, piórkowe E – uniwersalne do metalu lub betonu z ostrzem z węglików F – do blach G – uniwersalne (do metalu, drewna, tworzyw) | 1, 2 – chwyt walcowy (cylindryczny) 3 – chwyt SDS Plus 4, 5 – chwyt sześciokątny 6 – chwyt walcowy z trzema płaszczyznami 7 – wtykowy ¼ cala (do wkrętarki) 8 – chwyt stożkowy (Morse’a, amerykański, widoczny na osobnym zdjęciu) |

## Wiertła kręte
Wiertła kręte stosowane są do wykonywania otworów walcowych. Zostały one wynalezione w roku 1883 przez mieszkającego w Niemczech Szwajcara Giovanniego Martignoniego. Zakres średnic części roboczej zawiera się od 0,1 mm do 100 mm. Przy czym wiertła celowo nie mają średnic dosłownie wynikających z oznaczenia, tylko nieco mniejsze (np. wiertło „10 mm”, tak naprawdę ma mniejszą średnicę, bo około 9,94…9,98 mm, zależnie od tolerancji wykonania, przeważnie leżącej w zakresie h8 do h12). Wiercenie jest jednym z najmniej dokładnych procesów obróbki skrawaniem (wiertła mają tendencję do „rozbijania” otworów ponad rozmiar nominalny, otwory nie są idealnie okrągłe i mogą nie być w osi maszyny, wiertło „ucieka” w bok). Wiercenie jest więc tylko etapem wstępnym przy wykonywaniu otworów precyzyjnych.
Produkowane są wiertła jako jednolite ze stali narzędziowej, szybkotnącej lub z węglików spiekanych, lub też jako łączone: rdzeń i chwyt ze stali konstrukcyjnej, część robocza wyposażona w płytki z węglików spiekanych. Obecnie stosowanych jest wiele wersji mocowania wierteł: powszechne walcowe i sześciokątne w trójszczękowych uchwytach wiertarskich, tulejkach zaciskowych, szybkie mocowanie popularne SDS Plus i SDS Max w sprzęcie instalatorskim (budowlanym) oraz mocowanie za pomocą stożka Morse’a, w zastosowaniach przemysłowych.
Budowa wiertła krętego:
1. główna krawędź skrawająca
2. pomocnicza krawędź skrawająca
3. krawędź poprzeczna (ścin)
4. powierzchnia przyłożenia
5. rowek wiórowy

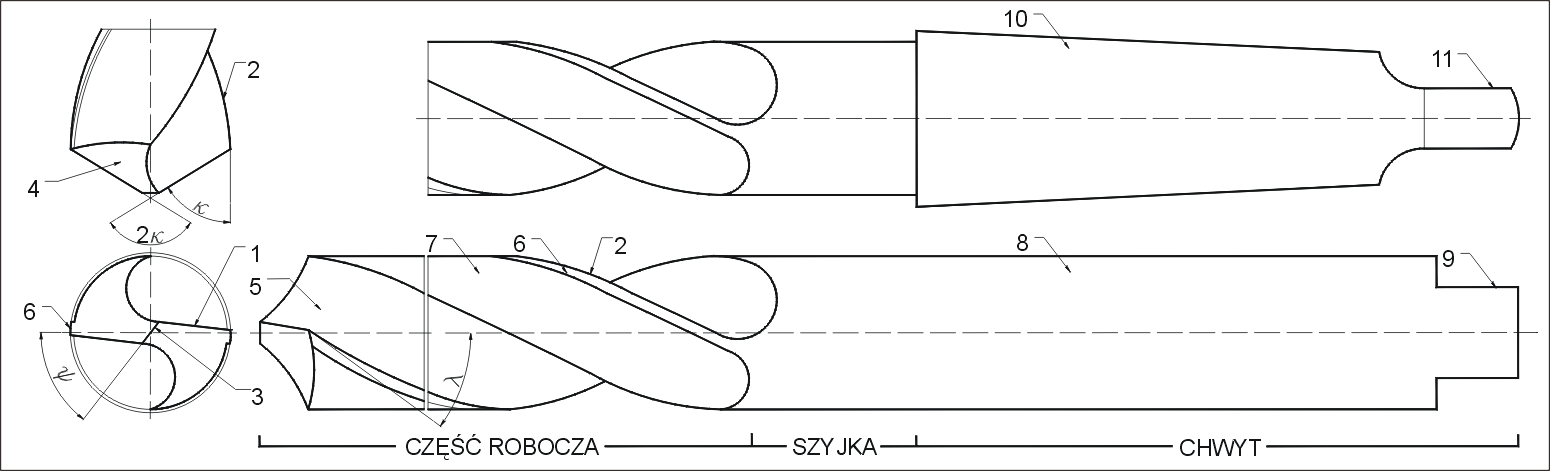
Geometria wiertła krętego: 2κ – kąt wierzchołkowy, ψ – kąt pochylenia ścina, λ – kąt pochylenia linii śrubowej rowka

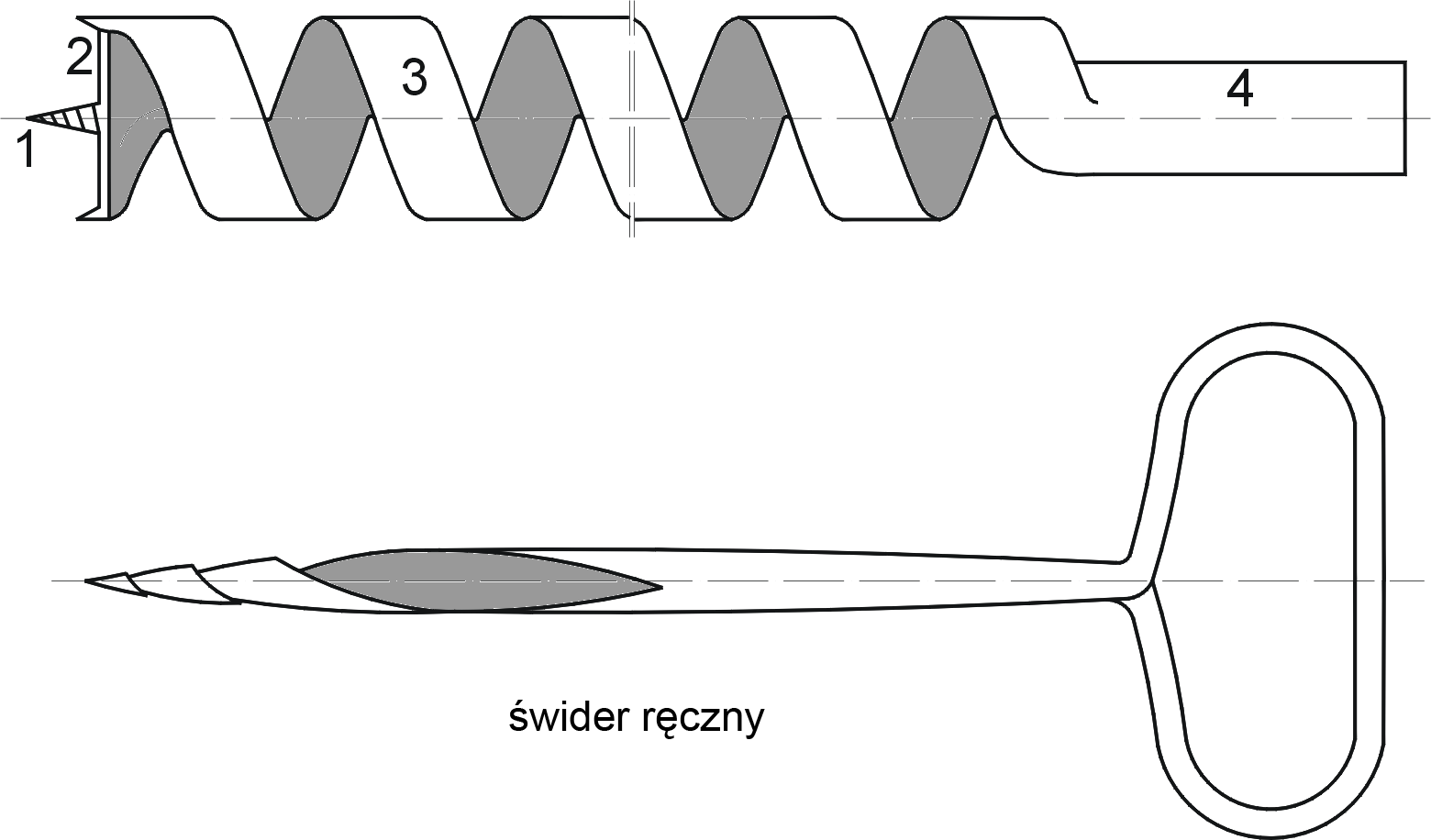
Świdry

6. pomocnicza powierzchnia przyłożenia (łysinka)
7. rdzeń
8. chwyt walcowy
9. zabierak
10. chwyt stożkowy Morse’a
11. płetwa

## Wiertła koronowe

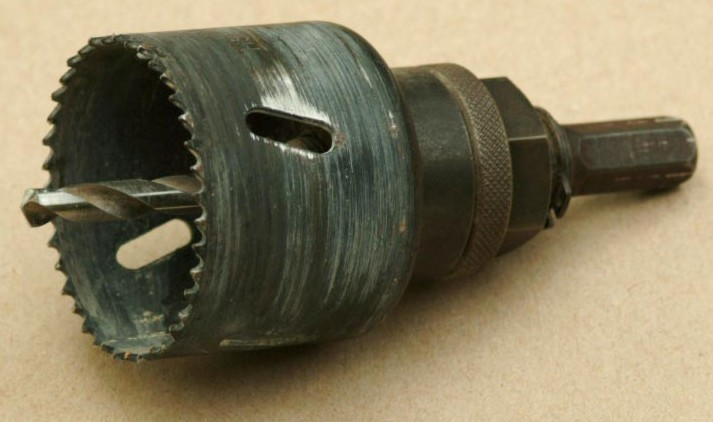
Wiertło koronowe

Wiertła koronowe, zwane również trepanacyjnym, stosowane są do wykonywania (wykrawania) otworów o dużych średnicach poprzez skrawanie materiału przedmiotu obrabianego jedynie na obwodzie wykonywanego otworu. Wiertło koronowe ma postać rury (do wierceń głębokich) lub „garnka” (do wierceń płytkich) z ostrzami rozmieszczonymi na obwodzie krawędzi części roboczej. Ostrza najczęściej wykonywane są z węglików spiekanych. Jedynie do obróbki miękkich materiałów stosuje się tego typu wiertła z ostrzami stalowymi.

## Wiertła piórkowe

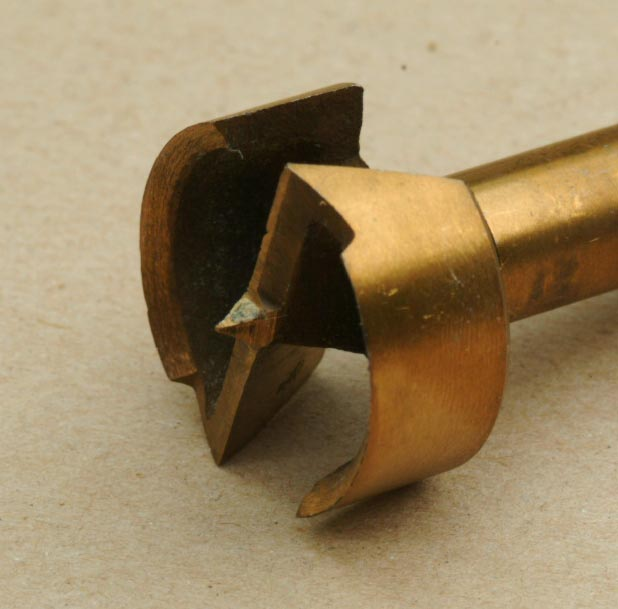
Wiertło sękownicze

Wiertła piórkowe stosowane są do obróbki drewna. Część robocza jest spłaszczona i posiada dwie proste krawędzie skrawające. Niektóre typy wierteł piórkowych posiadają dodatkowe wzdłużne ostrza (zęby) na końcach głównej krawędzi skrawającej mające na celu wcześniejsze odcinanie skrawanego materiału dla zapobieżenia strzępieniu krawędzi otworu. Zakres średnic wierteł piórkowych zawiera się od 6mm do 50 mm. Wykonywane są ze stali narzędziowych. Chwyt ma najczęściej postać sześciokąta dla pewnego zamocowania w uchwycie. Wierteł piórkowych używa się także do wiercenia otworów w szkle oraz w zegarmistrzostwie do wiercenia otworów o małych średnicach (poniżej 1 mm) w metalu.

## Wiertła spiralne do drewna (świdry)

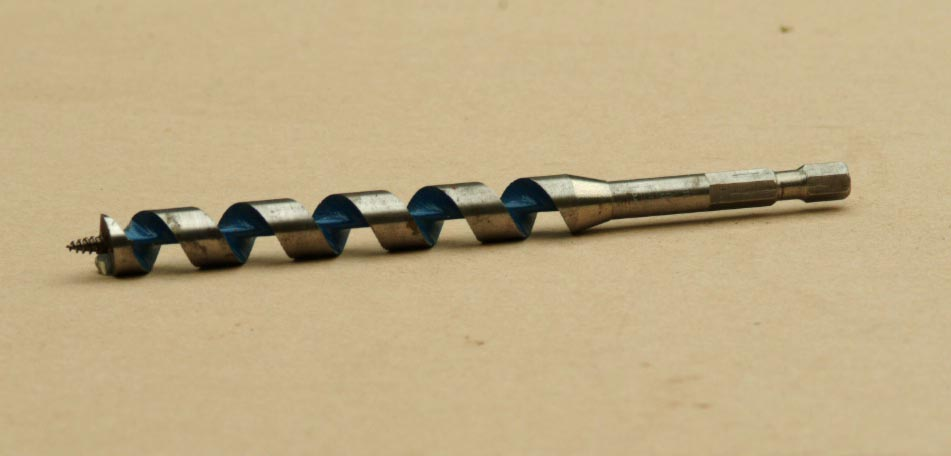
Wiertło spiralne do drewna

Wiertła te charakteryzują się rdzeniem jednozwojnym o kształcie helisy (3), który posiada tylko jedną łysinkę. Pojedynczy rowek wiórowy w tak ukształtowanym wiertle jest duży i umożliwia łatwe usuwanie wiórów z wierconego otworu. Część robocza zakończona jest piórem (2), skrawaczem oraz żądłem (1), często z gwintem stożkowym.
Do grupy tej można także zaliczyć ręczne świdry do drewna.

## Wiertła specjalne
Wiertła specjalne to wiertła o specjalnej konstrukcji lub zastosowaniach. Do grupy tej należą na przykład wiertła sękownicze do drewna, wiertła lufowe do wiercenia bardzo długich otworów (zazwyczaj zawierające kanały do doprowadzania chłodziwa i odprowadzania wiórów) wiertła do szkła i glazury, do kamienia/betonu, a także wiertła do metali o różnych parametrach (twardości, kąta natarcia, powłoki itp.)
Nakiełek –  nawiertak nie jest wiertłem, służy wyłącznie do dokładnego wyznaczenia środka przedmiotów mocowanych w uchwytach tokarskich (ruch obrotowy wokół osi) przed użyciem wiertła, a także gdy obrabiany przedmiot wymaga przyparcia go kłem obrotowym (niwelującym siłę odśrodkową lub siły skrawania).

## Ostrzenie wierteł

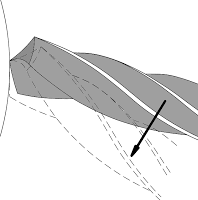
Technika ostrzenia wiertła.

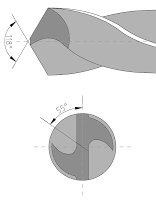
Zalecane kąty naostrzonego wiertła.

Ostrzenie stępionych wierteł wykonuje się przy pomocy uniwersalnych ostrzałek lub specjalnych przyrządów do ostrzenia wierteł. Przy ostrzeniu z wolnej ręki wiertło przykładamy  do kamienia szlifierki przy wierzchołku i powoli, ruchem wahadłowym obracamy względem niego ku dołowi. Jednocześnie obracamy nieco wiertło wzdłuż jego osi, zgodnie z kierunkiem wiercenia.  Przy szlifowaniu należy pamiętać, aby materiał wiertła zbytnio się nie nagrzał, dlatego konieczne jest ciągłe jego schładzanie. 
Prawidłowo zaostrzone wiertło ma kąt wierzchołkowy równy 118 stopniom. Kąt ostrzenia wiertła wynosi w takim wypadku 62 stopnie.  W zależności od wierconego materiału kąty zeszlifowania wiertła powinny być różne. Dla cienkich blach lub dla twardszych materiałów zalecany kąt jest równy 88 stopniom, dla miękkich metali jak miedź - 49 stopni, natomiast dla wierteł przeznaczonych do pogłębiania - 41 stopni.  Specjaliści do ostrzenia krętych wierteł używają dostosowanych urządzeń mocujących, pozwalających z dużą dokładnością dobrać kąt ścierania wiertła. 